# سو أونو
سو أونو (باليابانية: 青野聰)‏ (27 يوليو 1943 في طوكيو - ) روائي، ومترجم، وناقد أدبي، وكاتب من اليابان.

## الجوائز
- جائزة أكوتاغاوا[5]
- جائزة نوما للوجه الأدبي الجديد  [لغات أخرى]‏